# ワンダーランド北朝鮮
『ワンダーランド北朝鮮』（ワンダーランドきたちょうせん）は、朝鮮民主主義人民共和国（北朝鮮）の一般の人々の暮らしぶりを取り上げたドキュメンタリー映画である。
大韓民国（韓国）出身の映画監督チョ・ソンヒョンがドイツのテレビ局から提案を受けたことから製作が始まった。彼女は韓国籍を放棄し、調査や当局との交渉を含めてのべ6回ドイツのパスポートで北朝鮮に入国、2014年から2015年にかけて撮影をおこなった。紋繍プール（ムンスウォーターパーク）に勤務する技術者の一家・兵士・白頭山密営（金正日生家）の案内員・沙里院市嵋谷協同農場の農民一家・万寿台創作社の公務員画家・元山市の縫製工場労働者・平壌国際サッカー学校の児童らが取材を受け登場する。